# Crisena Galatti
Crisena Galatti, de vegades escrit com a Grisena Galatti i també coneguda com a Criso Galatti (Atenes, Grècia,? - ?) fou una soprano grega nacionalitzada espanyola que va tenir un cert renom a l'Espanya dels anys 1920.

## Biografia
Era filla de pare grec i mare italiana. Va aprendre a tocar el violí sent encara una nena. Va estudiar cant a Milà i París. Se sap que es va casar amb un empresari espanyol.
Va fer la seva presentació a Madrid el 15 de novembre de 1924 en una producció de l'òpera Così fan tutte de Mozart, amb, entre d'altres, el cantant Aníbal Vela i sota la direcció d'Enrique Fernández Arbós. Poc després, el 19 de desembre de 1924 va estrenar al Palau de la Música Catalana de Barcelona les Tres arias, Op.26 de Joaquín Turina. Aquestes àries les va dedicar el compositor a la soprano valenciana Matilde Revenga. El 14 de febrer de 1925 va participar en el Teatro Real de Madrid en l'estrena de l'òpera La Virgen de Mayo del compositor Federico Moreno Torroba. El 30 de març següent va estrenar el Romance de la hija del rey de Francia (també anomenat Romance de la infanta de Francia) de Conrado del Campo, al Teatre de la Comèdia de Madrid.
El 3 de maig de 1926 va estrenar la versió definitiva, per a veu i orquestra, de la composició El canto a Sevilla de Joaquín Turina, al Teatro San Fernando de Sevilla, amb l'Orquestra Simfònica de Madrid sota la direcció d'Enrique Fernández Arbós i l'acompanyament com a recitadora de l'actriu catalana Margarida Xirgu. El compositor va dedicar el mateix any a Crisena una altra peça, anomenada Corazón de mujer, poema per a cant i piano i cant i orquestra. que van estrenar tots dos, amb Turina al piano, el 15 de febrer de 1928 al teatre de la Societat Filharmònica d'Oviedo. Turina va orquestrar molt posteriorment aquesta obra, l'any 1943 El 1932 dedicaria Turina a Crisena la seva obra Vocalizaciones, Op.74.
El 1926 va donar dos concerts a París, el primer el maig a la Sala Agricultura i el segon el juny a la Sala Comèdias, aquest acompanyada pel pianista Joaquim Nin. El 8 de novembre de 1926 va participar en una funció de gala organitzada a benefici dels damnificats per l'huracà que havia assolat l'illa anteriorment espanyola de Cuba el dia 20 d'octubre de 1926, que havia ocasionat la mort de 600 persones. El concert va comptar amb l'assistència del rei Alfons XIII d'Espanya i de la seva esposa, la reina Victòria Eugènia de Battenberg. El plat for del concert consistia en les actuacions de Crisena Galatti i del tenor saragossà Miguel Fleta, amb l'Orquestra Simfònica dirigida per Fernández Arbós.
En març de 1929 va intervenir en un Festival d'Òpera al Gran Teatre del Liceu de Barcelona, en una sessió amb fragments orquestrals i cantats de diferents òperes, una nit a la qual la principal atracció era la participació del baix José Mardones. Els cantants van ser acompanyats per la Banda Municipal de Barcelona dirigida pel mestre Joan Lamote de Grignon. Es tractava d'una gira per diferents teatres d'Espanya dels dos cantants, que servia de comiat dels escenaris del baix basc. La gira havia començat al Teatro de la Zarzuela de Madrid el 9 de gener de 1929. El 28 de gener de 1930 va participar en l'estrena del poema simfònica Automme malade d'Ernesto Halffter, amb l'Orquestra Clàssica de Madrid al Teatre de la Comèdia.
A Madrid va exercir com a professora de cant. Al llarg de tots aquests anys va participar en nombrosos recitals. Després de 10 anys de viure a Espanya, l'any 1933 va marxar a viure a Manila (Filipines). L'any 1935 va començar a impartir classes de cant, mímica i fonètica a Manila. Va oferir alguns concerts a Manila durant aquells anys, sola o en companyia de la seva alumna Rosa Areneta, i cap al 1936 es perd la seva pista.